# Cervona Dibrova (Tokari), Sumî
Cervona Dibrova (în ucraineană Червона Діброва) este un sat în comuna Tokari din raionul Sumî, regiunea Sumî, Ucraina.

## Demografie
Componența lingvistică a localității Cervona Dibrova
     Ucraineană (91,67%)
     Rusă (5,56%)
Conform recensământului din 2001, majoritatea populației localității Cervona Dibrova era vorbitoare de ucraineană (91,67%), existând în minoritate și vorbitori de rusă (5,56%).